# Carachais
Os carachais (Em alfabeto cirílico: къарачайлыла, qaraçaylıla) é um povo turcomano do norte do Cáucaso, que em sua grande maioria estão na república russa da Carachai-Circássia.

## História
Os carachais são uma etnia túrquica descendente dos quipchacos com posterior presença de alanos  na Idade Média. O estado da Alânia se estabeleceu durante a Idade Média e sua capital era Maghas, e alguns consideram que seja a atual Arkhyz, nas montanhas hoje habitadas pelos Carachais. Outros autores os localizam na atual Inguchétia ou na Ossétia do Norte-Alânia. No século XIV, Alânia foi destruída por Tamerlão, sua população foi dizimada e se dispersou pelo território montanhoso. Essa intervenção de Tamerlão no norte do Cáucaso introduziu ali o Islamismo.

Grupos étnicos do Cáucaso. Com número 24, os Carachais.

O exército russo entrou no território Carachai e, depois da Guerra russo-circassiana contra forças militares numericamente insignificantes formadas por montanheses, anexou os territórios dos carachais. Entre 1831 e 1860, os carachais se uniram às sangrentas revoltas anti-russas levadas a cabo por povos do Cáucaso. Entre 1861 e 1880, para escapar da repressão pelo exército russo, grande quantidade de Carachais ”Muhair” emigraram para a Turquia. Entre 1º de janeiro de 1921 e 12 de dezembro de 1930, nos primeiros anos da União Soviética, as autoridades bolcheviques sufocaram essas resistências ao governo soviético na região Carachai e em outras áreas do Cáucaso. Em 1942, o exército alemão ocupou a região.
Em novembro de 1943, o poço carachai foi reassentado à força em áreas desertas da RSSs  do Cazaquistão e do Quirguistão. A população da etnia era então de 80 mil pessoas, na maioria, velhos, mulheres e crianças. A maioria da população masculina estava nas frentes de guerra contra os nazistas na Segunda grande guerra. Em cerca de dois anos, doenças como o cólera, as febres tifóides e outras, e a fome mataram 35% da população, principalmente as crianças. Das 28 mil crianças, morreram 22 mil (~78%). Os mais velhos de hoje recordam com tristeza: "Essa época na Ásia central foi terrível para os Carachais, fome, expulsão, violência militar; os carachais preferiam morrer do que pedir esmolas, maculando sua honra ou a honra do clã.".
Depois de 14 anos, durante a era de Nikita_Khrushchov, em 1957, foi permitido aos Carachais a volta a suas terras históricas. O primeiro voltou em 3 de maio de 1957, data que os Carachai  celebram hoje em dia, considerando o mesmo o “Dia do Renascimento”.

### Diáspora
Quando na anexação da nação Carachai pelo Império russo, Czarista, no início do século XX, houve massiva emigração para a Turquia (então Império Otomano. Também houve os deslocamentos dos Carachais pelos União Soviética para a Ásia Central (Cazaquistão e Quirguistão), por ordem de Stalin. Já na época Nikita_Khrushchov, ainda era Soviética, muitos dos Carachais foram repatriados às suas terras de origem. Os Carachais da Turquiam porém, emigraram para países do Ocidente em busca de melhores oportunidades. Hoje há comunidades Carachais na Turquia (principalmente em Esquixequir), no Uzbequistão, nos Estados Unidos e na Alemanha.

## Geografia
A nação Carachai, assim como sua nação irmão, os Bálcaros, ocuparam os vales e encostas do Cáucaso às margens dos rio Kuban, Zelenchuk, Malka, Baksan, Cherek e outros.
Os Carachais e os Bálcaros têm muito orgulho de seu símbolo nacional o Monte Elbrus, montanha com dois picos, a mais alta da Europa com altitude de  5.642 metros.
As aldeias com população predominantemente Carachais são Uchkulan, Huzruk, Kart Dzhurt, Arhyz, Dombai, Teberda, Karachaevsk, Ust-Dzheguta, Uchkeken, Novaya Dzheguta, Staraya Dzheguta, Kuzul Kala e Eltarkach.

## Origens
Os Carachais são um povo turcomano descendente dos cumanos.

## Idioma e religião
A língua falada pelos Carachai é um dialeto do carachaio-bálcaro, o qual faz parte do ramo norte-ocidental das línguas turcomanas A maioria dos carachais tem o Islamismo como religião.

## Nacionalismo, tradições
O estilo de vida dos vales das montanhas da cordilheira do Cáucaso é uma das razões para a formação de traços do caráter particulares dos Carachais, os quais vivem em comunidades divididas em clãs e familias: Uidegi - Ataul - Tukum - Tiire.
O grupos "tukum" tem os seguintes clãs : Aci, Batcha (Batca), Baychora, Bayrimuk (Bayramuk), Bostan, Catto, Duda, Hubey (Hubi), Karabash, Laypan, Lepshok, Ozden, Silpagar, Teke, Toturkule outros, num total de 32 tukums carachais. O tukum é um grupo familar basdeado em linhagens.
O povo Carachai é muito independente no seu comportamento,  ama a sua liberdade, tem fortes tradições históricamente desenvolvidas e costumes que regulam suas vidas: bodas, funerais, pronunciamentos quanto a decisões familiares, etc. São orgulhosamente leais a seus parentes mais próximos, bem como a clã, ao "tukum". Jamais  ofendem um convidado e a covardia é a maior desonra para um homem.

## Frase de Tosltoi
“Os carachai são uma nação neutra, que vive aos pés do Elbrus e são famosos por sua lealdade, bondade e bravura”, disse Leon Tolstoi, novelista e pensador russo.